# Bombylisoma kaokoense
Bombylisoma kaokoense är en tvåvingeart som först beskrevs av Hesse 1938.  Bombylisoma kaokoense ingår i släktet Bombylisoma och familjen svävflugor. Inga underarter finns listade i Catalogue of Life.